# أنطون شوماخر
أنطون شوماخر (بالألمانية: Toni Schumacher)‏ (1 ديسمبر 1938 في ألمانيا - ) هو لاعب كرة قدم ألماني في مركز حراسة المرمى. لعب مع كيه في ميخيلين ونادي بونر ونادي كولن وفيكتوريا كولن ‏.

## وصلات خارجية
- أنطون شوماخر على موقع قاعدة بيانات كرة القدم.إي يو (الإنجليزية)
- أنطون شوماخر على موقع بيانات كرة القدم. دي إي (الألمانية)